# Champanhac (Alta Viena)
Champanhac (en francès Champagnac-la-Rivière) és un municipi francès situat al departament de l'Alta Viena i a la regió de la Nova Aquitània.

## Demografia
| 1962                                       | 1968 | 1975 | 1982 | 1990 | 1999 | 2007 |
| ------------------------------------------ | ---- | ---- | ---- | ---- | ---- | ---- |
| 747                                        | 801  | 678  | 662  | 576  | 557  | 549  |
| Des de 1962: població sense dobles comptes |      |      |      |      |      |      |

## Administració
| Període   | Identitat            | Partit |
| --------- | -------------------- | ------ |
| 2001-2008 | Jean-Jacques Farnier |        |
| 2008-     | Joël Vilard          |        |